# Cephalodella retusa
Cephalodella retusa är en hjuldjursart som beskrevs av Myers 1924. Cephalodella retusa ingår i släktet Cephalodella och familjen Notommatidae. Inga underarter finns listade i Catalogue of Life.